# When We Were Young (The Logical Song)
"When We Were Young (The Logical Song)" é uma canção gravada pelo DJ francês David Guetta e pela cantora alemã Kim Petras, lançada como single em 10 de novembro de 2023, através das gravadoras What a DJ e Warner Music UK. Foi escrita por Guetta, Jakke Erixson, Madison Love, Nick Long e Roger Hodgson, sendo produzida pelos dois primeiros. A canção interpola "The Logical Song", êxito da banda de rock britânica Supertramp lançada em 1979 e escrita por Roger Hodgson. Em termos comerciais, alcançou sucesso nas tabelas musicais do Reino Unido e por toda a Europa.

## Faixas e formatos
- Download digital / streaming[n 1]

1. "When We Were Young (The Logical Song)" — 2:27
2. "When We Were Young (The Logical Song)" (extended mix) — 3:54

- When We Were Young (The Logical Song) — Steve Aoki & KAAZE remix[n 2]

1. "When We Were Young (The Logical Song)" (Steve Aoki & KAAZE remix) — 2:48
2. "When We Were Young (The Logical Song)" (Steve Aoki & KAAZE remix extended) — 3:41

- When We Were Young (The Logical Song) — BENNETT remix[n 3]

1. "When We Were Young (The Logical Song)" (BENNETT remix) — 2:39
2. "When We Were Young (The Logical Song)" (BENNETT remix extended) — 3:43

- When We Were Young (The Logical Song) — Seth Hills remix[n 4]

1. "When We Were Young (The Logical Song)" (Seth Hills remix) — 3:00
2. "When We Were Young (The Logical Song)" (Seth Hills remix extended) — 4:00

## Desempenho nas tabelas musicais
| País — Tabela musical (2023—24)             | Melhor posição |
| ------------------------------------------- | -------------- |
| Alemanha (Official German Charts)           | 29             |
| Áustria (Ö3 Austria Top 40)                 | 62             |
| Bélgica (Ultratop 50 de Flandres)           | 14             |
| Bélgica (Ultratop 50 de Valônia)            | 8              |
| Bielorrússia (TopHit)                       | 26             |
| Bulgária (PROPHON)                          | 4              |
| Canadá (CHR/Top 40)                         | 37             |
| Cazaquistão (TopHit)                        | 32             |
| CEI (TopHit)                                | 17             |
| Chéquia (Rádio – Top 100)                   | 5              |
| Croácia (HRT)                               | 20             |
| Eslováquia (Rádio Top 100)                  | 99             |
| Estados Unidos (Hot Dance/Electronic Songs) | 16             |
| Estónia (TopHit)                            | 7              |
| França (SNEP)                               | 45             |
| Global 200 (Billboard)                      | 130            |
| Hungria (Dance Top 40)                      | 8              |
| Hungria (Rádiós Top 40)                     | 1              |
| Irlanda (IRMA)                              | 66             |
| Lituânia (TopHit)                           | 22             |
| Luxemburgo (Billboard)                      | 23             |
| Moldávia (TopHit)                           | 6              |
| Nova Zelândia (RMNZ)                        | 28             |
| Países Baixos (Dutch Top 40)                | 5              |
| Países Baixos (Single Top 100)              | 11             |
| Polônia (Airplay Top 100)                   | 21             |
| Polônia (Streaming Top 100)                 | 71             |
| Reino Unido (Singles)                       | 51             |
| Reino Unido (Dance)                         | 21             |
| Roménia (TopHit)                            | 35             |
| Rússia (TopHit)                             | 10             |
| Suécia (Sverigetopplistan)                  | 87             |
| Suíça (Swiss Hitparade)                     | 87             |

| País — Tabela musical (2023—24) | Posição |
| ------------------------------- | ------- |
| Bielorrússia (TopHit)           | 30      |
| CEI (TopHit)                    | 25      |
| Estónia (TopHit)                | 7       |
| Lituânia (TopHit)               | 45      |
| Moldávia (TopHit)               | 11      |
| Roménia (TopHit)                | 39      |
| Rússia (TopHit)                 | 18      |

| País — Tabela musical (2023)                | Posição |
| ------------------------------------------- | ------- |
| Países Baixos (Dutch Top 40)                | 91      |
| País — Tabela musical (2024)                | Posição |
| Bélgica (Ultratop 50 de Flandres)           | 46      |
| Bélgica (Ultratop 50 de Valônia)            | 8       |
| Bielorrússia (TopHit)                       | 125     |
| CEI (TopHit)                                | 75      |
| Estados Unidos (Hot Dance/Electronic Songs) | 62      |
| Estónia (TopHit)                            | 44      |
| França (SNEP)                               | 132     |
| Hungria (Dance Top 40)                      | 31      |
| Hungria (Rádiós Top 40)                     | 9       |
| Países Baixos (Dutch Top 40)                | 28      |
| Países Baixos (Single Top 100)              | 58      |
| Rússia (TopHit)                             | 10      |

| Região                                                         | Certificação | Vendas   |
| -------------------------------------------------------------- | ------------ | -------- |
| Bélgica (BRMA)                                                 | Platina      | 40 000‡  |
| França (SNEP)                                                  | Platina      | 200 000‡ |
| Espanha (PROMUSICAE)                                           | Ouro         | 30 000‡  |
| Polónia (ZPAV)                                                 | Platina      | 50 000‡  |
| Reino Unido (BPI)                                              | Prata        | 200 000‡ |
| Suíça (IFPI Suíça)                                             | Platina      | 30 000‡  |
| ‡ vendas+valores de streaming baseados somente na certificação |              |          |

## Histórico de lançamento
| Região | Data                   | Formato                    | Versão                   | Gravadora                 | Ref.        |
| ------ | ---------------------- | -------------------------- | ------------------------ | ------------------------- | ----------- |
| Várias | 10 de novembro de 2023 | Download digital streaming | Original                 | What a DJ Warner Music UK | [ 2 ] [ 3 ] |
| Várias | 5 de janeiro de 2024   | Download digital streaming | Steve Aoki & KAAZE remix | What a DJ Warner Music UK | [ 4 ] [ 5 ] |
| Várias | 12 de janeiro de 2024  | Download digital streaming | BENNETT remix            | What a DJ Warner Music UK | [ 6 ] [ 7 ] |
| Várias | 26 de janeiro de 2024  | Download digital streaming | Seth Hills remix         | What a DJ Warner Music UK | [ 8 ] [ 9 ] |